# Força Aérea Real Dinamarquesa

Rondó da Força Aérea Real Dinamarquesa.

A Força Aérea Real Dinamarquesa (em dinamarquês: Flyvevåbnet) é o ramo aéreo das Forças Armadas da Dinamarca. A força aérea é expedicionário, com a capacidade de organizar ajuda para ambas operações internacionais e a segurança interna do país.
Atualmente, a força áerea da Dinamarca conta com 3 476 militares e 93 aeronaves.

## Fotos

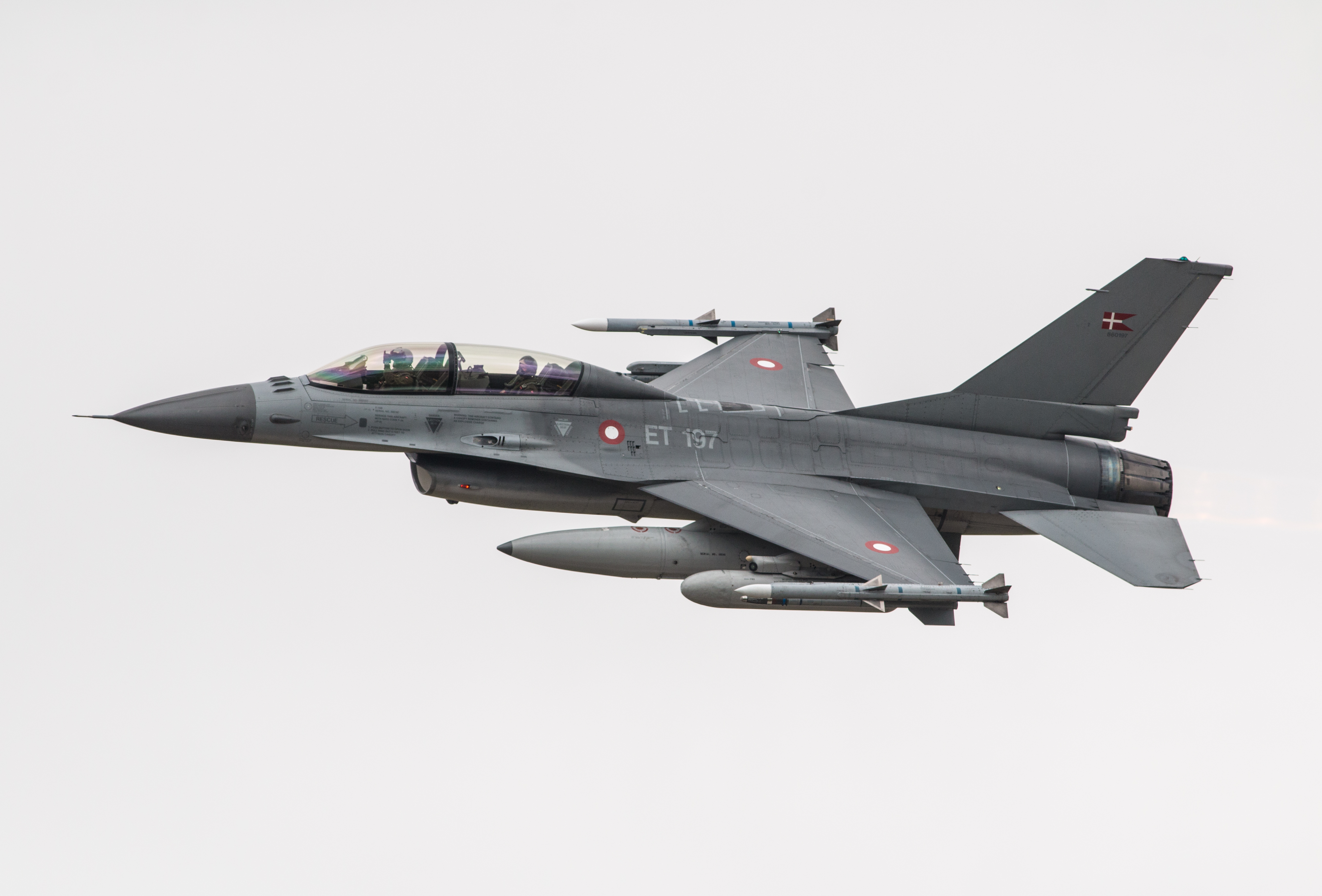
Um caça F-16 da Dinamarca.
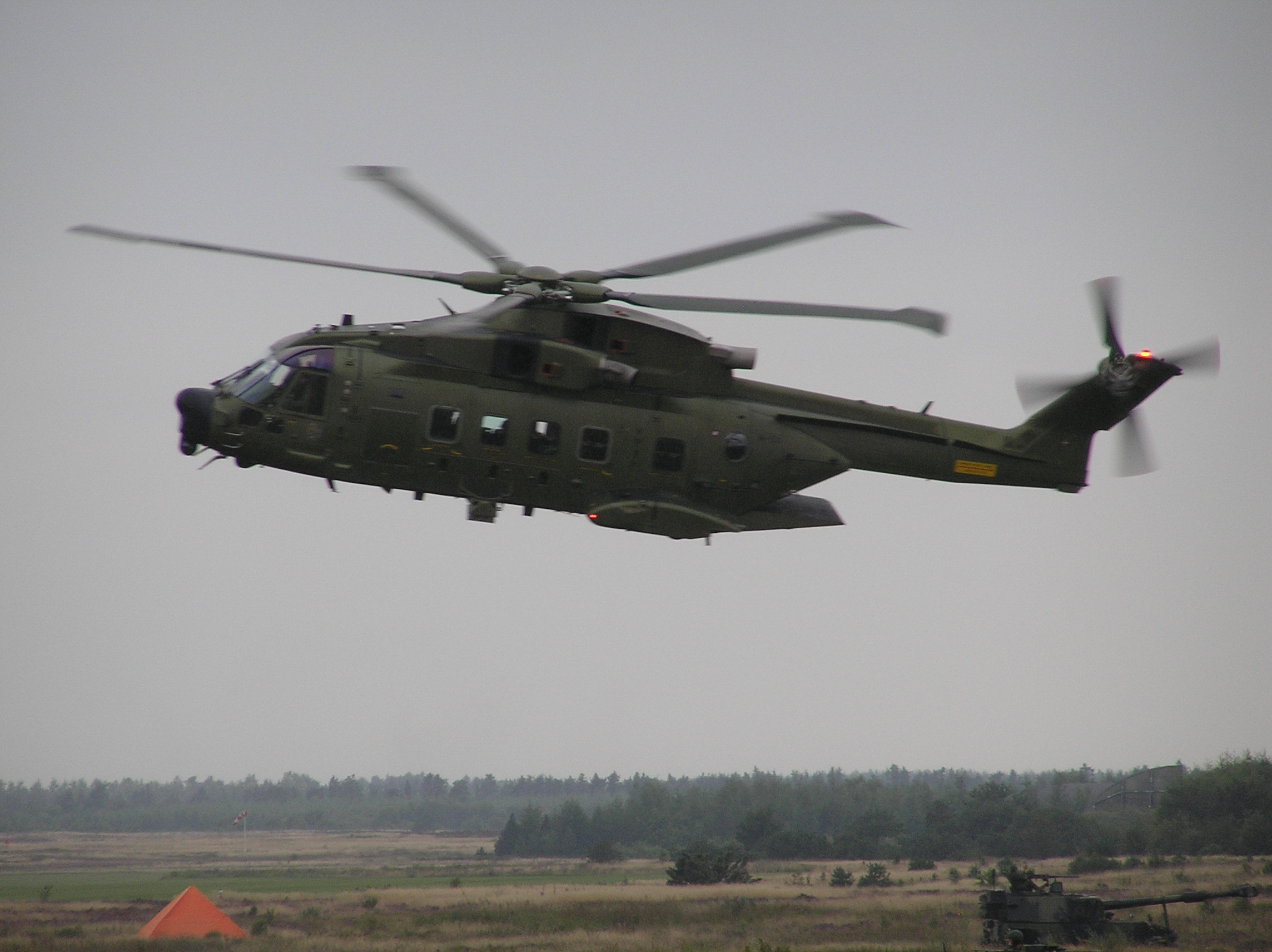
Um EH101 dinamarquês.